# Ludvig Nordgren
Frans Ludvig Nordgren, född 1 augusti 1872 i Stockholm, död 1934, var Svenska kommunalarbetareförbundets första förtroendeman (1910–1934). Han var socialdemokrat och satt i Stockholms stadsfullmäktige 1908–1919.
Efter folkskolan gick Nordgren först till sjöss innan han blev verkstadsarbetare. Han var 1895 med och bildade en fackförening för båt- och pannslagare. När han började arbeta i Stockholms stad blev han medlem i stadens arbetares förening och valdes 1902 till dess förtroendeman. Föreningen tillhörde Grov- och fabriksarbetareförbundet och Nordgren satt i förbundsstyrelsen 1906-1910. Han var en av initiativtagarna till Svenska Kommunalarbetareförbundets konstituerande kongress 1910 och var anställd av förbundet fram till 1934. Han representerade Socialdemokraterna i Stockholms stadsfullmäktige 1908 till 1919.